# Mujer saliendo del psicoanalista
Mujer saliendo del psicoanalista es un óleo sobre tela de la pintora española (establecida en México) Remedios Varo Uranga de estilo surrealista, realizado en 1960. Su dimensión es de 71 cm de alto x 41 cm de ancho, y se encuentra en el Museo de Arte Moderno, Ciudad de México.

## Acerca de la artista
En el año de 1908 nace un 16 de diciembre en Ángeles (Gerona) España la artista María de los Remedios Varo Uranga, quien era hija de un ingeniero hidráulico llamado Rodrigo Varo y Zejalo y de Ignacia Uranga y Bergareche de origen vasco quien era sumamente religiosa. La profesión de su padre hacia que la familia tuviera que estar viajando constantemente por toda España y es en uno de esos viajes donde nace Remedios Varo, viajes que aparte, marcarían su vida.
El nombre de Varo se refiere a la virgen de los Remedios, ya que su madre la consagró a esta virgen a causa de la muerte de otra hija, por lo que la artista admitió haberse sentido siempre como un sustituto de su hermana fallecida y por lo tanto esto causó que se desapegara de su familia. Aparte de Varo, la pareja tuvo dos hijos más: Rodrigo y Luis.
Cuando Remedios Varo era niña aprendió algunas técnicas del trabajo de su padre como fueron el dibujo profesional, las matemáticas y la perspectiva (herramientas que ayudaron al cimiento de la creación de su obra), sin embargo, el seguir de cierta manera los pasos de su progenitor Varo se llenó de un sentimiento de culpa el cual tendría siempre y hace referencia a este en su obra.
En 1936, tras estallar la guerra civil, conoce al poeta surrealista francés Benjamín Péret, quien se presenta en su casa de Barcelona para ayudar a la causa en contra del franquismo.
A causa de la guerra, Remedios Varo y Benjamín Péret se instalan en México a finales de 1941. Alrededor de ellos se forma un círculo de amigos, en donde estaban César Moro, Esteban Francés, Gerardo Lizárraga, Leonora Carrington, Octavio Paz, Ghünter Gerzso y otros. En este círculo también se encontraba Eva Sulzer, quien era una mecenas que ayudó mucho a los artistas, particularmente a Remedios Varo.

## Descripción y análisis de la obra
El cuadro fue creado a partir de un sueño que tuvo la artista  En el centro del cuadro aparece el elemento principal de esta; una figura antropomorfa se encuentra en lo que parece una edificación con muros gigantes, específicamente en un patio circular en el cual se dejan ver las puertas de dos habitaciones; la de la derecha cerrada y la de la izquierda abierta de la que pareciese acaba de salir esta figura. A un lado de la puerta abierta, en la pared, hay una placa con una grabación que dice «Dr. FJA», haciendo homenaje a los tres psicoanalistas más importantes de la época: Sigmund Freud, Carl Jung y Alfred Adler, por lo cual también se intuye el título de la pintura. Esta figura, evidentemente femenina, con un rostro joven y cabellos son blancos, es el símbolo de la fortaleza que la mujer  tiene para dominar su interior, pues su melena blanca representa su sabiduría a pesar de ser tan joven. A su vez viste un gran manto verde, el cual, forma en sus pliegues un rostro similar al de la mujer, pero girado a la dirección contraria, lo que significaría la forma del inconsciente y la autenticidad del hombre, tal como dice Carl Jung. En su mano izquierda sostiene de la barba, una cabeza con apariencia masculina la cual va a dejar caer a un pozo que refleja la luna; este acto, es resultado de la cita con el psicoanalista, que, como describe la misma artista "soltar es lo que se debe hacer al salir del psicoanálisis". La cabeza representa el lazo que tenía la mujer con una figura paterna, lo cual al parecer hace referencia al llamado complejo de Edipo de Sigmund Freud.
En la mano derecha sostiene una canastilla, en la que se dejan ver tres objetos; un reloj, cuyo significado se interpreta como el miedo de llegar tarde a una cita; por otro lado vemos una llave, que simboliza la feminidad y por último, hay un huso para hilar, objeto que ha estado relacionado con una actividad propia de la mujer en muchas culturas, y en este cao, se refiere a las tejedoras del destino.

### Composición de la obra
La línea que predomina en todo el cuadro es la vertical, que se encuentra en las paredes, puertas y la cabeza que sostiene en la mano izquierda. También, se deja ver que la figura geométrica que domina en la pintura es el rectángulo, lo cual habla de que la artista tiene una gran habilidad manejando el dinamismo de las formas. El patio en forma de círculo que abarca gran parte del cuadro da la sensación de torre circular.
En la pintura hay un equilibrio simétrico y asimétrico; en cuanto lo simétrico, al lado izquierdo hay una puerta al igual que en el lado derecho .La cabeza que cuelga de la mano y la figura femenina; la cara que mira fijamente y la cara oculta, conjugan la parte asimétrica.